# Tarzan and the Amazons
Tarzan and the Amazons é um filme norte-americano de 1945, do gênero aventura, dirigido por Kurt Neumann e estrelado por Johnny Weissmuller e Brenda Joyce.

## A produção
Para o terceiro filme da série na RKO, o produtor Sol Lesser trouxe Jane de volta, agora interpretada pela alta e loura Brenda Joyce. Brenda acabou ficando para mais quatro produções e só perde para Maureen O'Sullivan, que viveu o papel seis vezes. O elenco ainda é valorizado pela escalação da venerável Maria Ouspenskaya, creditada como Madame Maria Ouspenskaya, na pele da rainha das amazonas.
Findas as filmagens, Lesser liberou Weissmuller, que desejava trabalhar em outros projetos por um tempo. Weissmuller assinou um contrato com a Pine-Thomas, uma pequena produtora, para três filmes, dois de guerra e um faroeste. Depois de alguns meses, os dois primeiros foram cancelados porque a Segunda Guerra estava no fim e eles temeram que o público perdesse o interesse no assunto. Quanto ao faroeste, não se conseguiu nenhum roteiro adequado. A Weissmuller, que engordava e resmungava por mais dinheiro, não restou outra alternativa senão voltar a vestir a tanga e escalar as árvores.

## Sinopse
Arqueológos no comando de uma expedição, da qual faz parte o bandido Ballister, pedem ao Homem Macaco que os guie até um vale perdido, onde esperam recolher antiguidades. Tarzan recusa o convite, porém Boy, que também conhece o caminho, acaba por ser ludibriado e consente em levá-los. Daí, a rainha de uma tribo de mulheres guerreiras que habitam o vale pede ajuda ao rei das selvas.

## Recepção crítica
Lançado em 19 de março de 1945, Tarzan e as Amazonas não despertou muita atenção. A Variety elogiou o diretor, que "após um início lento, priorizou a ação e fez com que os personagens fossem tão críveis quanto a série permite".
Para Leonard Maltin, o filme é "uma divertida bobagem, valorizada pela diminuta Ouspenskaya".

## Elenco
| Ator/Atriz             | Personagem          |
| ---------------------- | ------------------- |
| Johnny Weissmuller     | Tarzan              |
| Brenda Joyce           | Jane                |
| Johnny Sheffield       | Boy                 |
| Henry Stephenson       | Sir Guy Henderson   |
| Mme. Maria Ouspenskaya | Rainha das amazonas |
| Barton MacLane         | Ballister           |
| Don Douglas            | Anders              |
| J. M. Kerrigan         | Splivens            |
| Shirley O'Hara         | Athena              |